# Cauza Costreie vs. România
Cauza Costreie vs. România (petiția numărul 31703/05, hotărârea din 13 octombrie 2009) este un caz judecat de către Curtea Europeană a Drepturilor Omului în care România a fost condamnată pentru încălcarea articolului 8 din Convenție ca urmare a neexecutării hotărârilor judecătorești prin care i se acordau reclamantului drepturi de vizitare a celor două fiice minore ale sale. Curtea ajunge la o concluzie cu caracter de generalitate indicând faptul că "procedurile privind autoritatea părintească și dreptul de vizitare, inclusiv executarea hotărârii pronunțate cu privire la acestea, necesită un rezultat urgent, deoarece trecerea timpului poate avea consecințe iremediabile asupra relațiilor dintre copil și părintele care nu trăiește împreună cu el"

## Decizia curții
În speță, Curtea a apreciat că deciziile prin care programul de vizitare al reclamantului este limitat la două ore pe săptămână se interpretează ca fiind o ingerință în exercitarea dreptului reclamantului la respectarea vieții sale de familie, garantat la art. 8 § 1 din convenție.